# Bicyclus eurini
Bicyclus eurini är en fjärilsart som beskrevs av Condamin och Fox 1963. Bicyclus eurini ingår i släktet Bicyclus och familjen praktfjärilar. Inga underarter finns listade i Catalogue of Life.